# Кірумпяя
Кірумпяя (ест. Kirumpää, виро Kiräpää) — село в Естонії, входить до складу волості Виру, повіту Вирумаа.